# Nino Camardo
Nino Camardo (Pisticci, 24 febbraio 1949) è un pittore italiano.

## Biografia
Nato a Pisticci in provincia di Matera il 24 febbraio 1949. Pittore che nasce come autodidatta, dai primi anni Settanta dipinge soggetti di paesaggi lontani dalla realtà che parlano con il linguaggio artistico dell'Arte naïf, dai racconti di storie d'amore alla poesia con espressione primitiva. La prima mostra personale a Massa nel 1971 in Galleria Città di Massa, per poi partecipare al Premio Centro Studi di Roma al Premio Arte nel Mondo, alla personale a Palazzo delle Esposizioni nel 1975, a cura del critico d'arte Dino Villani. Espone all'estero in Francia e in Inghilterra, nel 1975 a Lione alla mostra Maifs del Lyon Univeritès e nel 1976 a Londra all'Institute Foyles Art. Nel 1980 la sua opera viene pubblicata su Le monografie tascabili di Eco d'arte moderna, a cura del critico Renzo Margonari.
Espone le sue opere nella mostra collettiva del 2014 a Castiglione del Lago, e nelle mostre personali del 2017 alla Castello Malaspina di Massa e in Massa Carrara presso Villa la Rinchiostra nel 2019 con una mostra antologica. Scrivono sull'opera primitiva di Nino Camardo gli artisti pittori e scrittori italiani, Salvatore Fiume, Giuseppe Migneco, Mario Monteverdi, Roberto Gervaso e Romano Battaglia.